# Zygmunt Mineyko

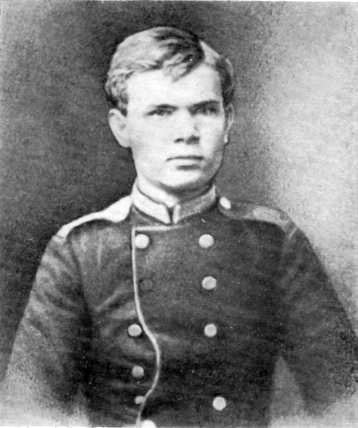
Zygmunt Mineyko im Jahr 1858

Zygmunt Mineyko (* 11. Maijul. / 23. Mai 1840greg. auf Gut Bałwaniszki bei Oschmjany, Gouvernement Wilna, Russisches Kaiserreich; † 27. Dezember 1925 in Athen) war ein polnisch-griechischer Ingenieur, Politiker und Amateurarchäologe.
Zygmunt Mineyko entstammte einer patriotischen polnischen Familie, die in Litauen lebte. Er studierte an der Universität St. Petersburg Ingenieurwesen, musste seine Studien aufgrund antistaatlicher Propaganda gegen den Zar jedoch beenden. 1863 wurde er als Anführer des gescheiterten bewaffneten anti-russischen Januaraufstands in den Wäldern Litauens verhaftet und zum Tode verurteilt. Die Strafe wurde zu einer 12-jährigen Haftstrafe in Sibirien umgewandelt, von wo er nach Frankreich fliehen konnte. Dort setzte er sein Studium an der École d'application d'État-major fort und schloss es 1868 ab. Er ging in das Osmanische Reich, wo er 20 Jahre lang in den Regionen Bulgarien, Thrakien, Epirus und Thessalien im Straßen-, Brücken- und Schienenbau arbeitete. Daneben befasste er sich seit Mitte der 1870er Jahre vor allem in der Region um Ioannina mit Archäologie. Seit 1875 grub er mit Konstantinos Karapanos in Dodona. Später versuchte Karapanos Mineykos Leistungen herunter zu spielen und erwähnte ihn in seinem ohne Mineyko verfassten zweibändigen Werk Dodone et ses ruines nur an einer Stelle. Seine in Dodona gemachten Funde gelangten zu einem großen Teil in die Antikensammlung Berlin. Er fertigte für die Region Epirus auch eine ethnologische Karte an.
1880 heiratete Mineyko die Tochter des Gymnasialdirektors von Ioannina, Prozerpina Manarys. Das Paar hatte zwei Söhne, Stanislaus und Casimir, sowie fünf Töchter, Andromacha, Hedwig, Sophia, Cecily und Aldona-Sapho. Obwohl er seit 1863 nur noch selten in Polen weilte, riss die Verbindung nach Polen nie ab. Er schrieb für mehrere polnische Zeitungen und Zeitschriften, unter anderem über die Olympischen Spiele 1896 in Athen. Dabei vertrat er immer einen pro-griechischen Standpunkt, ebenso wie er immer einen pro-polnischen Standpunkt vertreten hatte. Er erkannte Übereinstimmungen bei beiden lange Zeit fremdbestimmten Völkern, die ihren Weg in die Unabhängigkeit suchten. 1891 entschloss er sich dauerhaft in Griechenland zu bleiben und arbeitete für das griechische Arbeitsministerium. 1896 wurde er in ein Komitee für Kreta berufen, seit 1897 leitete er die topografische Sektion des griechischen Generalstabes. 1910 wurde er zum Ehrenbürger Griechenlands ernennt. Seit dieser Zeit unterstützte er auch Eleftherios Venizelos’ Politik. Während der Balkankriege 1912/13 gelang den Griechen die Eroberung der bis dahin noch osmanisch besetzten Region Epirus mit ihrem Zentrum Ioannina. Dafür wurde er mit dem Goldenen Verdienstkreuz ausgezeichnet. Während des Ersten Weltkrieges war Mineyko Gegner der pro-deutschen Position von König Konstantin I., er favorisierte aus national-griechischen Gründen die Entente-Mächte. Auch später stand er bis zu seinem Tod im Gegensatz zum König, für den er in seinem in seinen letzten zehn Lebensjahren verfassten Tagebuch kaum ein gutes Wort fand. Die Niederlage im Krieg gegen die Türkei ließ ihn gegen Ende seines Lebens depressiv werden. Bei einem Besuch in Polen in den Jahren 1922 und 1923 wurden Mineyko viele, vor allem militärische, Ehren zu Teil. Er wurde mit dem Ehrenrang eines Obersten und dem Orden Virtuti Militari ausgezeichnet. Die Universität Lwów verlieh ihm die Ehrendoktorwürde. Seine Tochter Sofia Mineyko war mit Georgios Papandreou verheiratet und Mutter von Andreas Papandreou sowie Großmutter von Giorgos A. Papandreou.